# Claudiu-Andrei Tănăsescu
Claudiu-Andrei Tănăsescu (n. 11 februarie 1970

) este un deputat român, ales în 2012 din partea Partidului Alianța Liberalilor și Democraților.